# Piper PA-12 Super Cruiser
De Piper PA-12 Super Cruiser is een Amerikaans eenmotorig hoogdekker driezitter sportvliegtuig dat tussen 1946 en 1948 werd geproduceerd door Piper Aircraft. De eerste vlucht was op 29 oktober 1945.
De PA-12 Super cruiser was de opvolger van de Piper J-5 Cub Cruiser (de J-serie werd na WOII opgevolgd door de PA-serie). De constructie bestaat uit een geheel metalen frame dat is bespannen met doek. Het toestel heeft een Lycoming viercilinder luchtgekoelde boxermotor met elektrische starter, navigatieverlichting en cabineverwarming. De piloot zit voorin met daarachter twee krap bemeten zitplaatsen voor de passagiers. Het vliegtuig kan worden uitgerust met wielonderstel, ski’s of drijvers. In 2014 waren er nog steeds Super Cruisers operationeel. 

## Historische vlucht

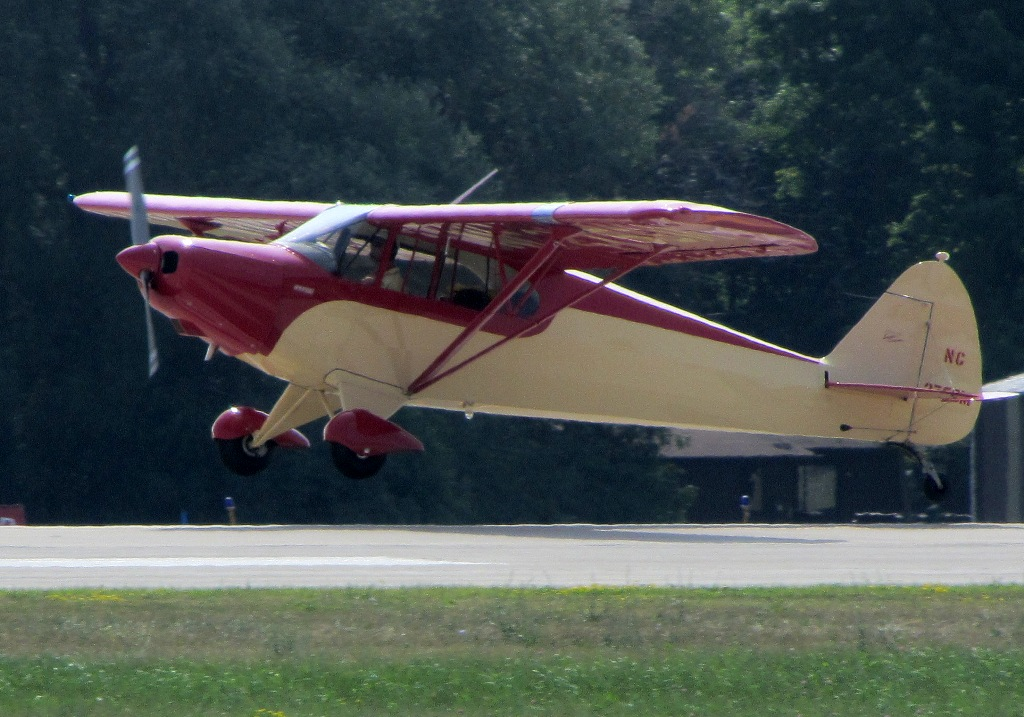
Landing PA-12 (2012)

In 1947 vlogen Clifford Evans en George Truman van 9 augustus tot 10 december samen rond de wereld in twee aparte Piper Super Cruisers. Een tocht van 35.897 kilometer en de eerste keer dat zo’n lange vliegreis met lichte sportvliegtuigen werd ondernomen.

## Varianten

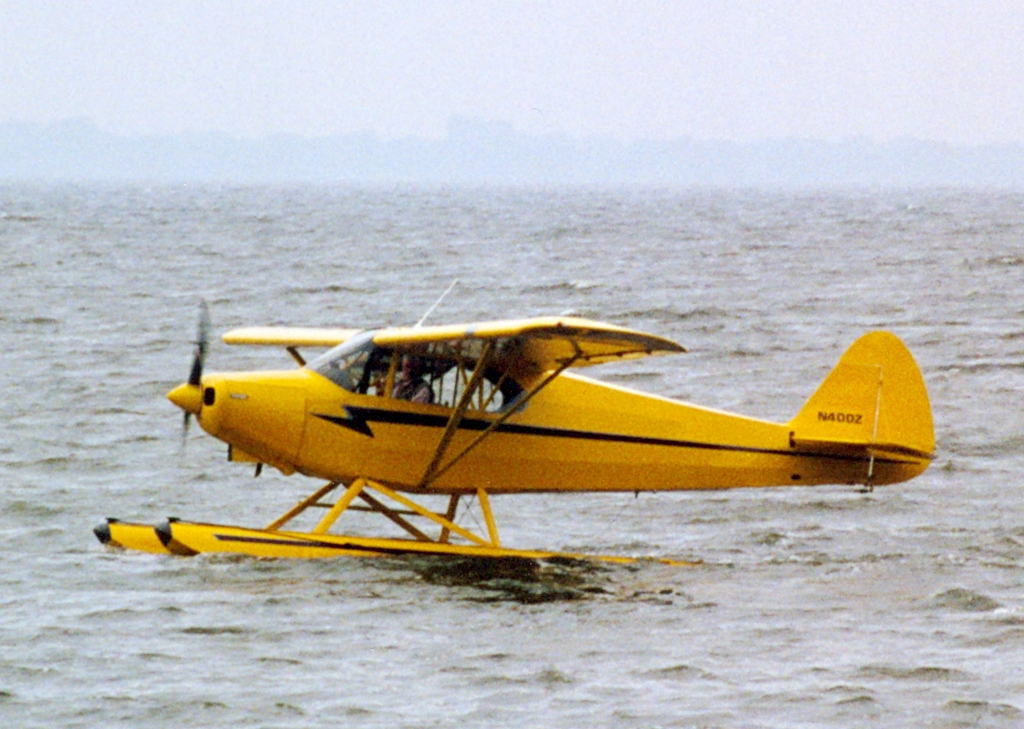
PA-12S in watervliegtuig uitvoering met de krachtiger 135 pk Lycoming motor

PA-12
Standaard productiemodel uit 1947
PA-12S
Aangepast model uit 1948, maximum startgewicht 834 kg. De P-12S uitvoering als watervliegtuig werd voorzien van een grotere Lycoming motor van 135 pk voor betere prestaties tijdens de start.

## Specificaties
- Type: PA-12 Super Cruiser
- Fabriek: Piper Aircraft
- Bemanning: 1
- Passagier: 2
- Lengte: 6,96 m
- Spanwijdte: 10,81 m
- Hoogte: 2,08 m
- Vleugeloppervlak: 16,66 m²
- Leeg gewicht: 432 kg
- Brandstof: 140 liter
- Maximum gewicht: 794 kg
- Motor: 1 x Lycoming O-235-C viercilinder luchtgekoelde boxermotor, 104 pk (78 kW)
- Propeller: tweeblads houten Sensenich met vaste spoed. Diameter 1,88 m
- Eerste vlucht: 29 oktober 1945
- Aantal gebouwd: 3760 (1946-1948)

Prestaties:
- Maximumsnelheid: 169 km/u (zeeniveau)
- Overtreksnelheid: 79 km/u
- Klimsnelheid: 2,6 m/s
- Plafond: 5500 m
- Vliegbereik: 970 km
- Benodigde startbaanlengte: 150 m (rolafstand)
- Benodigde landingsbaanlengte: 110 m (rolafstand)